# La boda del gringo
La boda del gringo es una película dramática colombiana de 2007 dirigida y escrita por Tas Salini y protagonizada por Ana Lucía Domínguez, Justin Kane, Sebastián Boscán, Adriana Campos y Julio del Mar.

## Sinopsis
Rebeca González es una colombiana que hace uso de un servicio conocido como "la agencia del amor" para encontrar a su media naranja. Mediante este servicio conoce a Matt Goldman, un ciudadano estadounidense que se enamora perdidamente de ella, aunque entiende muy poco español y no está acostumbrado a la idiosincrasia colombiana.

## Reparto
- Ana Lucía Domínguez es Rebeca.
- Justin Kane es Matt.
- Sebastián Boscán es Javier.
- Julio del Mar es Pedro.
- María Angélica Mallarino es Gloria.
- Adriana Campos es Claudia.
- Liliana Escobar es Martha.